# Papegojan
Papegojan (originaltitel The Night Visitor) är en  svensk-amerikansk långfilm (thriller) från 1971 regisserad av László Benedek, med Max von Sydow, Liv Ullmann och Trewor Howard i rollerna.

## Rollista
| Max von Sydow      | – Salem           |
| Trevor Howard      | – Inspektören     |
| Liv Ullmann        | – Ester Jenks     |
| Per Oscarsson      | – Dr. Anton Jenks |
| Rupert Davies      | – Mr. Clemens     |
| Andrew Keir        | – Dr. Kemp        |
| Jim Kennedy        | – Carl            |
| Arthur Hewlett     | – Pop             |
| Hanne Bork         | – Emmie           |
| Gretchen Franklin  | – Mrs. Hansen     |
| Bjørn Watt-Boolsen | – Mr. Torens      |